# Bundesmeisterschaft des DFuCB 1896/97
Die Bundesmeisterschaft des DFuCB 1896/97 war die sechste unter dem Deutschen Fußball- und Cricket Bund (DFuCB) ausgetragene Bundesmeisterschaft. Die Meisterschaft wurde in dieser Saison in zwei Klassen mit 13 Teilnehmern ausgespielt. Der BTuFC Viktoria 1889 wurde zum fünften Mal hintereinander und mit sieben Punkten Vorsprung auf den BFC Germania 1888 Fußballmeister des DFuCB. Eine landesweit ausgespielte deutsche Fußballmeisterschaft gab es noch nicht.

## Fußball

### Erste Classe
| Pl. | Verein                        | Sp. | S  | U | N  | Tore    | Quote | Punkte |
| --- | ----------------------------- | --- | -- | - | -- | ------- | ----- | ------ |
| 1.  | BTuFC Viktoria 1889 (M)       | 14  | 13 | 1 | 0  | 040:130 | 3,08  | 27:10  |
| 2.  | BFC Germania 1888 A           | 14  | 10 | 0 | 4  | 049:280 | 1,75  | 20:80  |
| 3.  | BTuFC Allemannia 1890         | 13  | 7  | 1 | 5  | 028:120 | 2,33  | 15:11  |
| 4.  | BTuFC Columbia 1891 Adlershof | 14  | 7  | 1 | 6  | 025:280 | 0,89  | 15:13  |
| 5.  | BFC Vorwärts 1890             | 12  | 6  | 0 | 6  | 028:270 | 1,04  | 12:12  |
| 6.  | BFuCC Eintracht 1891 (N)      | 14  | 4  | 3 | 7  | 016:330 | 0,48  | 11:17  |
| 7.  | BFC Stern 1889 B              | 13  | 4  | 0 | 9  | 019:390 | 0,49  | 08:18  |
| 8.  | BFC Hertha 1892 C (N)         | 14  | 0  | 0 | 14 | 002:270 | 0,07  | 0:28   |

| (M) | Titelverteidiger |
| (N) | Aufsteiger       |

Viktoria: Hein (Frick) – F. Baudach, Mützel – Hiller, Wünsch, Bumke – Kralle, W. Holzkamm, Neumann, Hahn, O. Baudach.

### Zweite Classe
| Pl. | Verein               | Sp. | S | U | N | Tore    | Quote | Punkte |
| --- | -------------------- | --- | - | - | - | ------- | ----- | ------ |
| 1.  | BTuFC Normannia 1892 | 8   | 7 | 1 | 0 | 012:300 | 4,00  | 15:10  |
| 2.  | BTuFC Toscana        | 8   | 5 | 1 | 2 | 003:500 | 0,60  | 11:50  |
| 3.  | Berliner FC 1893     | 8   | 5 | 0 | 3 | 001:800 | 0,13  | 10:60  |
| 4.  | BSC Berolina 1885 A  | 8   | 0 | 0 | 8 | 000:000 | 1,00  | 0:16   |
| 5.  | BTuFC Deutschland A  | 8   | 0 | 0 | 8 | 000:000 | 1,00  | 0:16   |

### Relegation
| Datum        |                      | Ergebnis |                      |
| ------------ | -------------------- | -------- | -------------------- |
| 23. Mai 1897 | BFC Hertha 1892      | 5:1      | BTuFC Normannia 1892 |
| 23. Mai 1897 | BFC Stern 1889       | *        | BTuFC Toscana        |
| 30. Mai 1897 | BTuFC Toscana        | 6:1      | BFC Hertha 1892      |
| 6. Juni 1897 | BTuFC Normannia 1892 | *        | BFC Stern 1889       |

| * | Stern war nicht angetreten. |

## Cricket
Meister wurde der BTuFC Viktoria 1889, weitere Teilnehmer waren BFC Germania, BTuFC Toscana und BFC Vorwärts.